# Валя-Віїлор
Валя-Віїлор (рум. Valea Viilor) — село у повіті Сібіу в Румунії. Адміністративний центр комуни Валя-Віїлор.
Село розташоване на відстані 231 км на північний захід від Бухареста, 34 км на північ від Сібіу, 93 км на південний схід від Клуж-Напоки, 113 км на північний захід від Брашова.

## Населення
За даними перепису населення 2002 року у селі проживали 1426 осіб.
Національний склад населення села:
| Національність | Кількість осіб | Відсоток |
| -------------- | -------------- | -------- |
| румуни         | 1376           | 96,5%    |
| цигани         | 18             | 1,3%     |
| німці          | 18             | 1,3%     |
| угорці         | 14             | 1,0%     |

Рідною мовою назвали:
| Мова      | Кількість осіб | Відсоток |
| --------- | -------------- | -------- |
| румунська | 1398           | 98,0%    |
| німецька  | 16             | 1,1%     |
| угорська  | 12             | 0,8%     |